# Lineare Separierbarkeit

Zwei voneinander nicht linear separierbare Relationen in {\displaystyle \mathbb {R} ^{2}}.
Zwei voneinander linear separierbare Relationen in {\displaystyle \mathbb {R} ^{2}}.

Lineare Separierbarkeit (auch Trennbarkeit, oder Klassifizierbarkeit) bezeichnet in der Mathematik die Eigenschaft zweier Relationen (Mengen aus {\displaystyle n}-Tupeln), für die eine Hyperebene (bzw. eine lineare Diskriminanzfunktion) existiert, die diese im {\displaystyle n}-dimensionalen Vektorraum voneinander trennt.
Im 2-dimensionalen Raum bedeutet dies, dass zwischen zwei linear separierbaren Punktemengen eine Gerade gelegt werden kann.

## Formale Definition
Zwei Teilmengen {\displaystyle A\subseteq \mathbb {R} ^{n},B\subseteq \mathbb {R} ^{n}}  heißen
linear separierbar, wenn {\displaystyle n+1} reelle Zahlen {\displaystyle w_{1},\dotsc ,w_{n+1}} existieren, so dass für alle {\displaystyle {\vec {a}}=(a_{1},\dotsc ,a_{n})\in A,{\vec {b}}=(b_{1},\dotsc ,b_{n})\in B} die Ungleichungen
{\displaystyle \sum _{i=1}^{n}w_{i}a_{i}\leq w_{n+1}<\sum _{j=1}^{n}w_{j}b_{j}}
gelten. Die Punkte {\displaystyle {\vec {x}}=(x_{1},\dotsc ,x_{n})} aus {\displaystyle \mathbb {R} ^{n}}, für die {\displaystyle \textstyle \sum _{i=1}^{n}w_{i}x_{i}=w_{n+1}} gilt, bilden die separierende Hyperebene.

## Linear separierbare Funktionen

Lineare Separierbarkeit von Funktionen

Binäre Funktionen (d. h. {\displaystyle f\colon D\rightarrow \{0,1\}} mit {\displaystyle D\subseteq \mathbb {R} ^{n}}) heißen linear separierbar, wenn die Urbilder von 0 und 1 separierbar sind.
Die linear separierbaren Funktionen spielen vor allem beim maschinellen Lernen eine Rolle. So kann zum Beispiel das einfache Perzeptron nur linear trennbare Funktionen erlernen. Ein Beispiel für eine nicht linear separierbare Funktion ist die XOR-Verknüpfung. Wie das Schaubild zeigt, ist eine lineare Trennung der beiden Ergebniswerte nicht möglich.